# Liberi e Uguali
Liberi e Uguali (deutsch „die Freien und Gleichen“, LeU) war ein linksgerichtetes Parteienbündnis in Italien. Es wurde am 3. Dezember 2017 von den Parteien Articolo 1 – Movimento Democratico e Progressista, Sinistra Italiana und Possibile gegründet. Der Spitzenkandidat des Bündnisses für die Parlamentswahlen im März 2018 war Pietro Grasso, ehemaliger Präsident des Senats und ehemaliger Anti-Mafia-Ermittler.
Die drei Gründerparteien haben seitdem die Allianz verlassen, sodass diese seit April 2019 faktisch als aufgelöst gilt. Allerdings existiert noch eine Fraktion der Liberi e Uguali im Abgeordnetenhaus und eine entsprechende Untergruppe der gemischten Fraktion im Senat.

## Geschichte

### Entstehung
Seit Matteo Renzi als Vertreter des zur Mitte tendierenden Flügels zum Parteivorsitzenden des Partito Democratico gewählt worden war, wurde die Partei von internen Streitigkeiten zwischen der großen Mehrheit der renziani und dem linken Flügel der Partei heimgesucht. Diese kritisierten Renzis Führungsstil, die Wirtschafts- und Sozialpolitik seiner Regierung (2014–2016) und seine vorgeschlagene Verfassungsreform, die schließlich in einem Verfassungsreferendum im Dezember 2016 abgelehnt wurde.
Nach der Abspaltung von Possibile und Futuro a Sinistra wurden Enrico Rossi, Vorsitzender der Strömung Socialisti Democratici und Präsident der Region Toskana, und Roberto Speranza, Vorsitzender der Strömung Area Reformista und ehemaliger Vorsitzender der PD-Fraktion im Abgeordnetenhaus, die Wortführer der PD-internen Linken. Sie wurden vom ehemaligen Ministerpräsidenten Massimo D’Alema, dem ehemaligen Parteivorsitzenden und Spitzenkandidaten für die Parlamentswahl 2013, Pier Luigi Bersani und dem ehemaligen Parteivorsitzenden und Gewerkschaftsfunktionär Guglielmo Epifani unterstützt. Die Kritik Rossis und Speranzas an zahlreichen Reformprojekten Renzis wurde anfänglich auch von Michele Emiliano, dem damaligen Regionalpräsidenten von Apulien, unterstützt.
Im Februar 2017 traten die Dissidenten – mit Ausnahme Emilianos, der im PD blieb und Renzi vergeblich bei der Neuwahl des Parteivorsitzenden im Februar 2017 herausforderte – aus und gründeten Articolo 1 – Movimento Democratico e Progressista. Einige Mitglieder der neuen Partei Sinistra Italiana, die erst einen Monat zuvor aus Sinistra Ecologia Libertà, Futuro a Sinistra und kleineren linken Gruppierungen entstanden war, traten unter Führung von Arturo Scotto ebenfalls bei.

### Wahlteilnahmen
Bei der Parlamentswahl im März 2018 errangen die Liberi e Uguali 3,4 % (Abgeordnetenhaus) bzw. 3,3 % (Senat) der Stimmen. Damit erhielten sie 14 der 630 Sitze im Unterhaus sowie 4 von 315 im Oberhaus des Parlaments. In der Camera dei deputati konnten die LeU damit eine eigene Fraktion bilden, deren Vorsitz Federico Fornaro übernahm, im Senato nur eine Untergruppe der „gemischten Fraktion“ mit Loredana De Petris als Vorsitzenden. Bei den Regionalwahlen im März und April 2018 in Friaul-Julisch Venetien, Latium, Lombardei und Molise entfielen auf LeU zwischen 2 und 3,5 %, was in je einem Sitz in den Regionalparlamenten von Latium und Friaul (keinen in den beiden anderen Regionen) resultierte.
Der Plan Pietro Grassos, das Parteienbündnis nach den Wahlen in eine einheitliche Partei umzuwandeln, stieß jedoch auf Widerstand. Die Partei Possibile stieg bereits im Mai 2018 aus dem Projekt aus. Im Herbst 2018 bremsten auch Sinistra Italiana und Articolo 1 und das Vorhaben. Grasso erklärte, dennoch mit der Parteigründung voranzuschreiten. Bei den Regionalwahlen im Februar 2019 traten noch einmal gemeinsame Listen der Liberi e Uguali an: in Abruzzen blieben sie mit 2,8 % erfolglos, in Sardien bekamen sie mit 3,9 % zwei Sitze im Regionalrat.

### Auflösung
Im Vorfeld der Europawahl im Mai 2019 schlugen die beteiligten Parteien dann verschiedene Wege ein: Die Sinistra Italiana bildete mit den Linksaußenparteien PRC und L’Altra Europa die Liste La Sinistra; Possibile und Südtiroler Grüne schlossen sich dem Bündnis Europa Verde an; Articolo 1 traf eine Absprache mit ihrer „Mutterpartei“ Partito Democratico. Damit ist das Wahlbündnis aufgelöst. Keine der Gruppen schaffte den Einzug ins Europaparlament. Die Fraktion bzw. Gruppe der Liberi e Uguali im italienischen Parlament besteht jedoch fort.